# إبراهام جي. لانسينغ
إبراهام جي. لانسينغ (بالإنجليزية: Abraham G. Lansing)‏ هو قاضي أمريكي، ولد في 12 ديسمبر 1756 في ألباني في الولايات المتحدة، وتوفي بنفس المكان في 15 مايو 1834.